# 狄更斯 (密蘇里州)
狄更斯（英語：Dickens）是位於美國密蘇里州托尼縣的非建制地區。

## 歷史
狄更斯的郵局於1899年設立，其後於1958年停運。

## 地理
狄更斯所處的海拔為高於海平面315米（即1034英呎），而該地所採用的時區為UTC-6，即北美中部時區（CST）。同時該地設有夏令時間，為UTC-6調快一小時，即UTC-5（CDT）。